# Blåfår
Blåfår eller nahor (Pseudois nayaur) är ett slidhornsdjur i underfamiljen Caprinae. Arten förekommer i centralasiatiska bergsområden.

## Utseende
Till utseendet liknar blåfåret mer en get än ett får. Hanarnas horn är kraftiga, cirka 80 centimeter långa och bakåtböjda. Honor har korta horn som står rakt upprätt. Vuxna djur når en kroppslängd av 150 cm, en mankhöjd av 90 respektive 75 cm och en vikt mellan 40 (honor) och 80 kg (hanar).

## Utbredning och systematik
Blåfåret lever i Himalaya samt i bergiga regioner i Tibet, Xinjiang och Inre Mongoliet. Djuret vistas vanligtvis i områden 3000 till 5000 meter över havet och sällsynt i områden ända upp till 6500 meter över havet. 
Blåfårets taxonomi är oklar. Ofta delas den upp i de två underarterna P. n. szechuanensis och P. n. nayaur. Utöver detta behandlas ibland taxonet schaeferi som underart till blåfåret och sentida studier indikerar att den bättre beskrivs som en underart än som en egen art.

## Ekologi

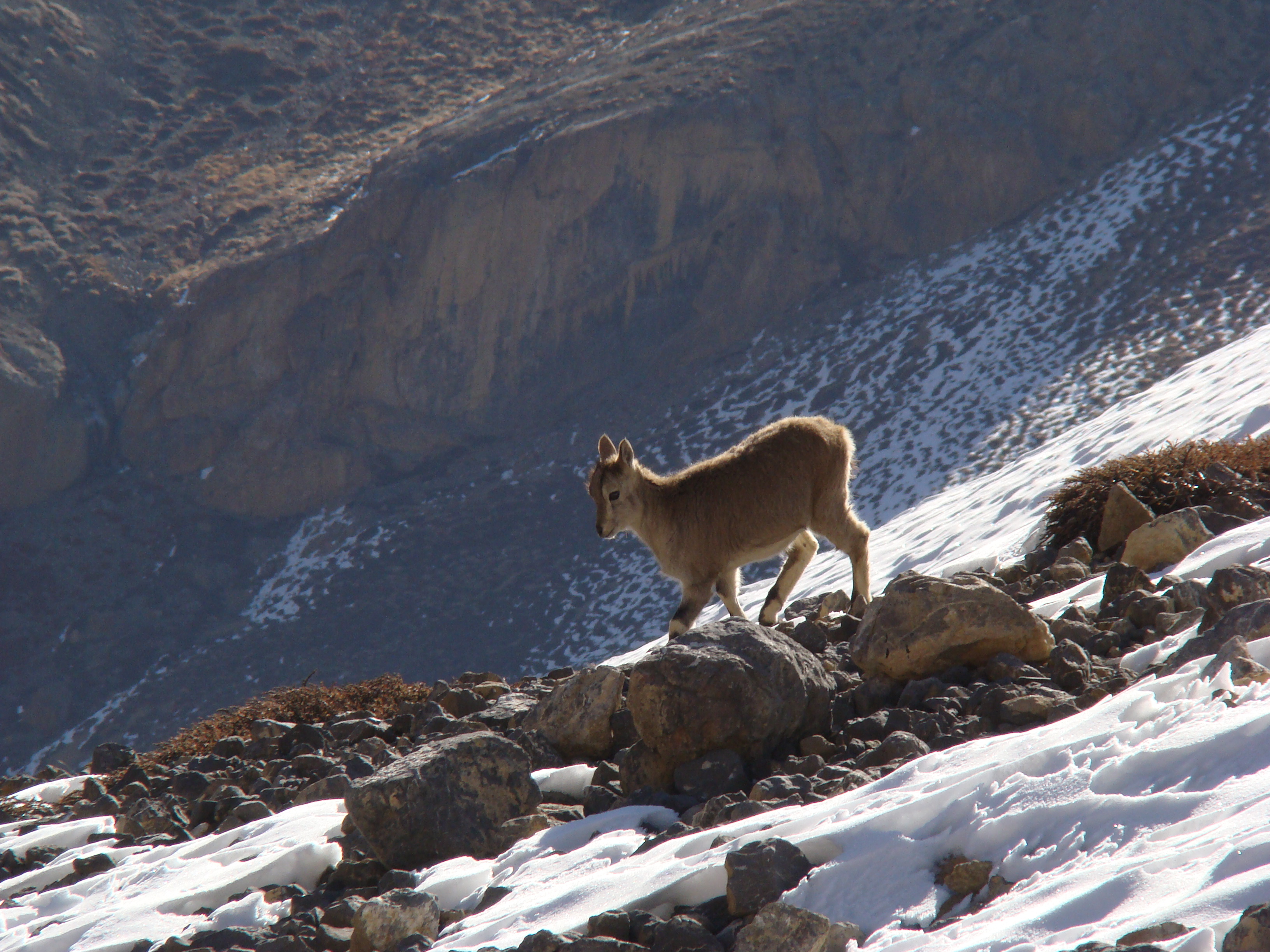
Ett kid i Ladakh.

Arten livnär sig vanligtvis av gräs. Vid fara söker de skydd vid branta ställen som sällan nås av rovdjur. Honor och deras ungdjur bildar hjordar av fem till femton individer. Utanför parningstiden lever hanar vanligtvis ensamma. Under parningstiden blir hanar aggressiva mot artfränder och försöker att få kontroll över en hjord med honor.

## Status och hot
Blåfåret förekommer i jämförelsevis stort antal. Uppskattningar om hela beståndet varierar mellan 45 000 och 400 000 individer. Däremot fanns före 1960-talet över en miljon blåfår, men populationen minskade på grund av jakt. IUCN listar arten som livskraftig (LC).